# Aulacoserica flava
Aulacoserica flava är en skalbaggsart som beskrevs av Brenske 1902. Aulacoserica flava ingår i släktet Aulacoserica och familjen Melolonthidae. Inga underarter finns listade.